# Pride in London
För andra betydelser, se London Pride.
Pride in London (tidigare Pride London) är en av de första pridefestivalerna och prideparaderna i Europa som årligen hålls i London. Pridefestivalen riktar sig till HBTQ-personer (homo- och bisexuella, transpersoner och queera).  Den är en av de längsta prideparaderna i Storbritannien och lockar uppskattningsvis 1,5 miljoner besökare till staden. Festivalens evenemang och plats i London varierar från år till år, men prideparaden är det enda årliga evenemang som stänger av Londons ikoniska Oxford Street.

## Historia
1985 gick gruvarbetare tillsammans med Lesbians and Gays Support the Miners (LGSM) i paraden, som tack för att  LGSM hjälpt de strejkande gruvarbetarna. Detta skildras i filmen Pride.
1992 valdes London att hålla den första Europride, som hade ett deltagande på 100 000 personer.
'Pride London' bildades 2004, och sedan dess har ett politiskt möte på Trafalgar Square hållits direkt efter paraden, och nyligen har Pride London anordnat flera andra evenemang i centrala London på Pride Day inklusive Big Gay Out-musikfestivalen i Finsbury Park 2004 och 2006 "Drag Idol" på Leicester Square, en kvinnoscen i Soho och en fest på Soho Square.

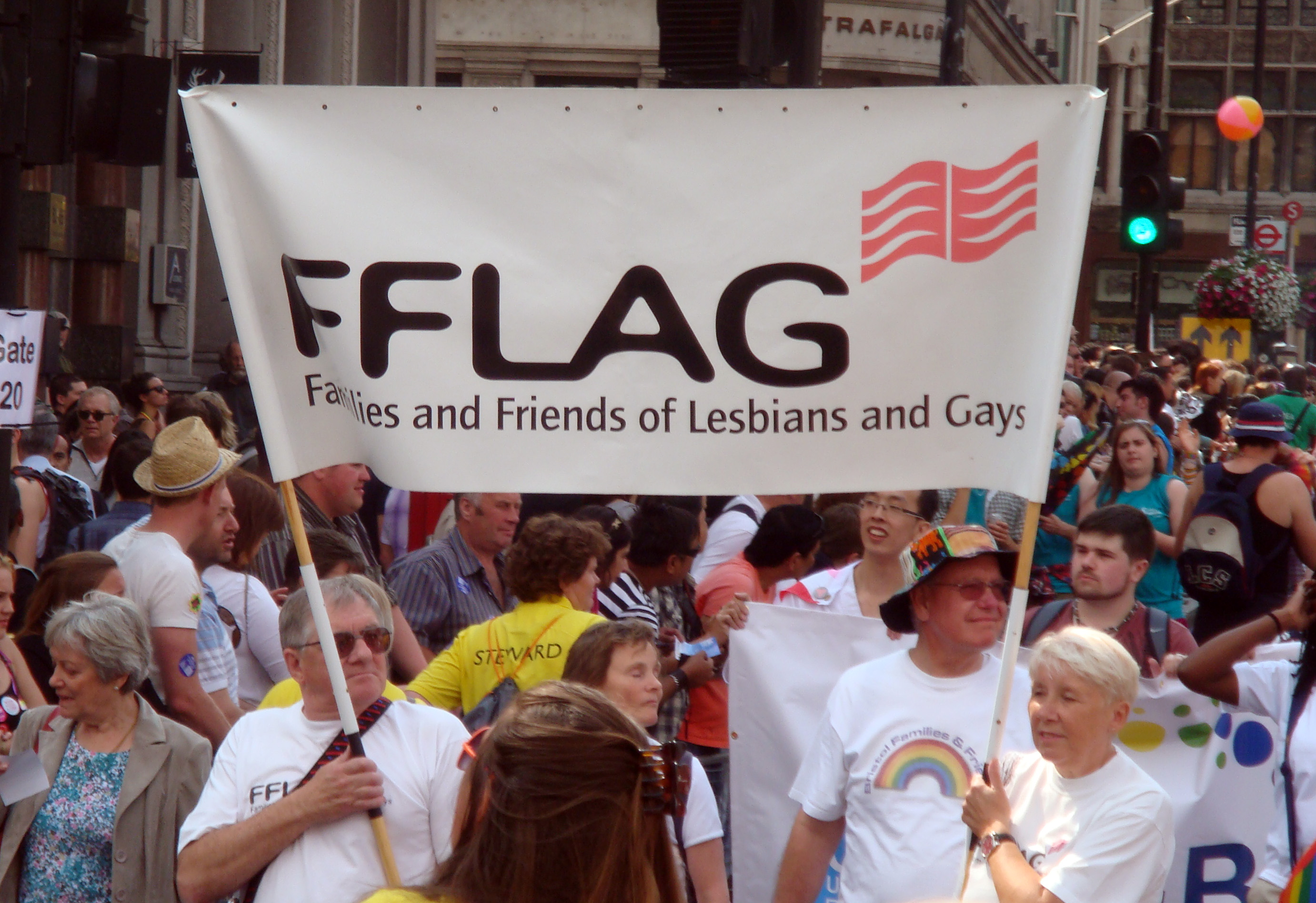
deltagande av FFLAG, Families and Friends of Lesbians and Gays, Pride London 2011.

2012 hölls evenemanget Worldpride London 2012, men detta skulle vara det sista evenemanget som anordnades av Pride London.
Den första internationella asexuella konferensen hölls vid Worldpride 2012 i London.
Gay Pride Parade 2015 genom Londons gator lockade 1 miljon människor, vilket gjorde det till det sjunde största gayevenemanget i världen och det största Gay Pride Parade and Gay-evenemanget någonsin i Storbritannien,
Det överträffades av Gay Pride Parade 2019, som lockade över 1,5 miljoner människor, och den blev även detta år den största prideparaden i Storbritannien.
Paraden 2020 var planerad till den 27 juni 2020. I mars 2020 sköts den upp utan att något nytt datum meddelats på grund av covid-19-pandemin. Emellertid arrangerade homosexuella aktivister från Clapham en samling på Clapham Common för att fira Pride 2020. Denna sammankomst förvandlades till ett stort party som av BBC News beskrevs som en olaglig rave, och stängdes av polisen klockan 23. Under dagen var det pop up-föreställningar, tatuering och sång med regnbågsflaggor. Ingen arrresterades.

## Galleri

London Pride 1972
Gay Day i Hyde Park 1972
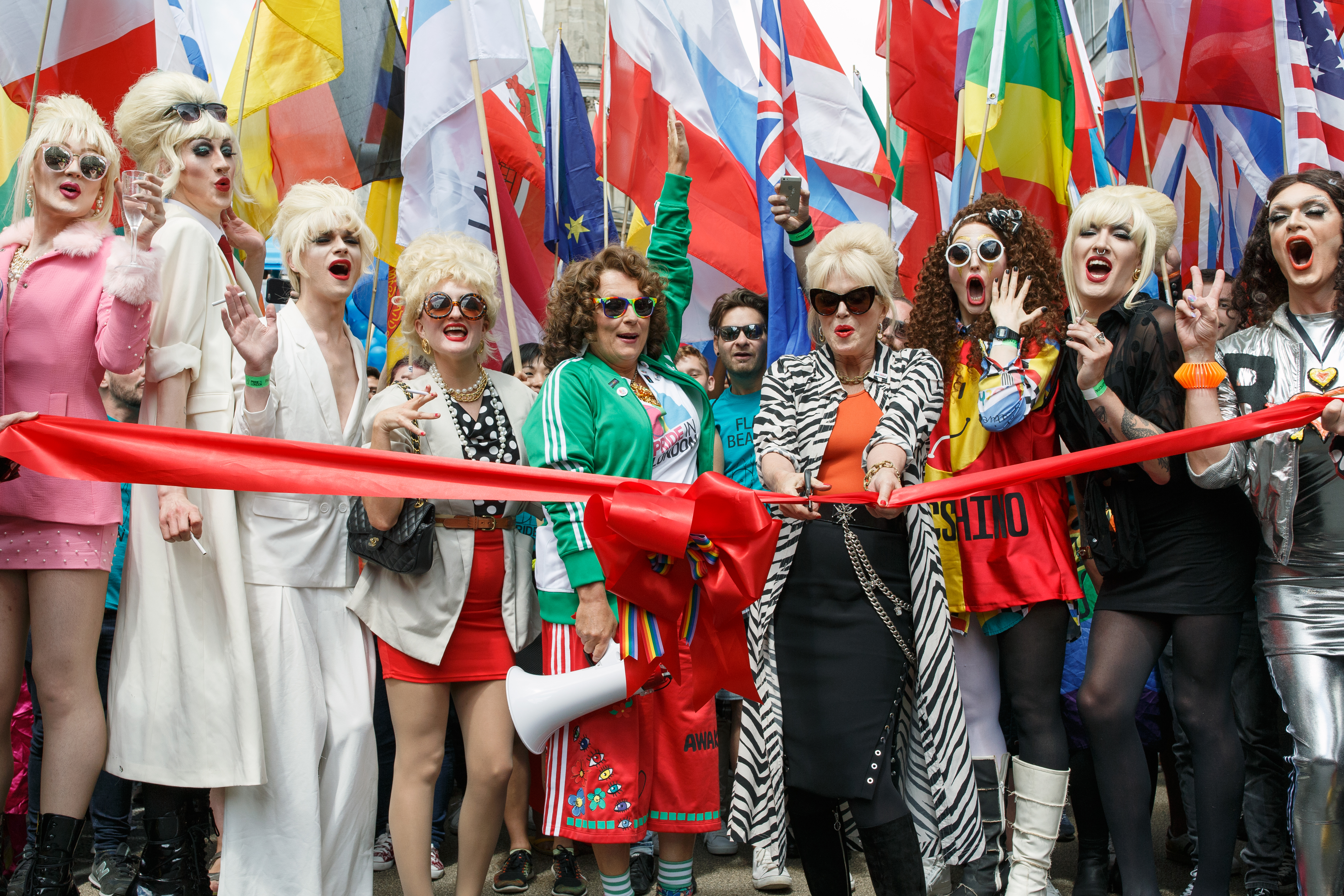
Patsy & Edina från Absolutely Fabulous med kopior, 2016